# Leichtathletik-Asienmeisterschaften 2009
Die 18. Leichtathletik-Asienmeisterschaften wurden vom 10. bis 14. November 2009 in Guangzhou, Volksrepublik China ausgetragen. Damit richtete die Volksrepublik China zum ersten Mal die Asienmeisterschaften aus, später kam 2015 die Austragung 2015 dazu. 2021 wären die Leichtathletik-Asienmeisterschaften ebenfalls in der Volksrepublik China ausgetragen worden, wurden jedoch aufgrund der COVID-19-Pandemie abgesagt.

## Teilnehmende Nationen
Die Volksrepublik China als Gastgeber durfte bis zu drei Athleten pro Disziplin nominieren, alle anderen Staaten zwei.
| - Bahrain (12) - Bangladesch (1) - Brunei (1) - Volksrepublik China (77) - Chinesisch Taipeh (22) - Hongkong (16) - Indien (53) - Indonesien (6) - Iran (15) | - Irak (5) - Japan (55) - Jordanien (5) - Kasachstan (23) - Korea, Demokratische Volksrepublik (3) - Korea, Republik (26) - Kuwait (9) - Kirgisistan (3) - Laos (1) | - Libanon (2) - Macau (4) - Malaysia (17) - Malediven (1) - Mongolei (6) - Nepal (4) - Oman (5) - Philippinen (5) - Katar (9) | - Saudi-Arabien (17) - Singapur (10) - Sri Lanka (21) - Syrien (4) - Tadschikistan (5) - Thailand (25) - Turkmenistan (2) - Vereinigte Arabische Emirate (6) - Usbekistan (19) - Vietnam (10) |

## Männer

### 100 m
| Platz | Athlet               | Land | Zeit (s) |
| ----- | -------------------- | ---- | -------- |
| 1     | Zhang Peimeng        | CHN  | 10,28    |
| 2     | Naoki Tsukahara      | JPN  | 10,32    |
| 3     | Guo Fan              | CHN  | 10,37    |
| 4     | Suryo Agung Wibowo   | IDN  | 10,41    |
| 5     | Barakat al-Harthi    | OMN  | 10,45    |
| 6     | Shehan Abeypitiya    | LKA  | 10,49    |
| 7     | Suresh Sathya        | IND  | 10,62    |
| 8     | Abdul Najeeb Qureshi | IND  | 10,63    |

Wind: −0,1 m/s

### 200 m
| Platz | Athlet                 | Land  | Zeit (s) |
| ----- | ---------------------- | ----- | -------- |
| 1     | Omar Jouma al-Salfa    | ARE   | 21,07    |
| 2     | Shinji Takahira        | JPN   | 21,08    |
| 3     | Hitoshi Saitō          | JPN   | 21,10    |
| 4     | Hamed Hamadan al-Bishi | SAU   | 21,11    |
| 5     | Yeo Ho-sua             | KOR   | 21,36    |
| 6     | Wjatscheslaw Murawjow  | KAZ   | 21,51    |
| 7     | Leung Ki Ho            | CN-HK | 21,63    |
| 8     | Suppachai Chimdee      | THA   | 22,67    |

Wind: +0,6 m/s

### 400 m
| Platz | Athlet                     | Land | Zeit (s) |
| ----- | -------------------------- | ---- | -------- |
| 1     | Liu Xiaosheng              | CHN  | 46,55    |
| 2     | Yūzō Kanemaru              | JPN  | 46,60    |
| 3     | Ismail al-Sabiani          | SAU  | 46,84    |
| 4     | Bibin Mathew               | IND  | 47,03    |
| 5     | Shake Mortaja              | IND  | 47,36    |
| 6     | Rohita Imiya Mudiyanselage | LKA  | 47,41    |
| 7     | Reza Bouazar               | IRN  | 47,46    |
| 8     | Hideyuki Hirose            | JPN  | 48,52    |

### 800 m
| Platz | Athlet                   | Land | Zeit (min) |
| ----- | ------------------------ | ---- | ---------- |
| 1     | Sajjad Moradi            | IRN  | 1:48,58    |
| 2     | Mohammad al-Azemi        | KWT  | 1:48,93    |
| 3     | Adnan Taess Akkar        | IRQ  | 1:49,00    |
| 4     | Shishpal Prakash Verma   | IND  | 1:49,01    |
| 5     | Masato Yokota            | JPN  | 1:50,35    |
| 6     | Amir Moradi              | IRN  | 1:50,57    |
| 7     | Takeshi Kuchino          | JPN  | 1:52,81    |
| 8     | Abdulaziz Ladan Mohammed | SAU  | 1:53,69    |

### 1500 m
| Platz | Athlet                   | Land | Zeit (min) |
| ----- | ------------------------ | ---- | ---------- |
| 1     | Mohammed Shaween         | SAU  | 3:46,08    |
| 2     | Chaminda Indika Wijekoon | LKA  | 3:47,01    |
| 3     | Chatholi Hamza           | IND  | 3:48,44    |
| 4     | Emad Hamed Nour          | SAU  | 3:49,25    |
| 5     | Sunil Kumar              | IND  | 3:49,38    |
| 6     | Yu Zhiyang               | CHN  | 3:49,48    |
| 7     | Adnan Taess Akkar        | IRQ  | 3:49,84    |
| 8     | Zhang Guolin             | CHN  | 3:52,41    |
| 9     | Omar al-Rasheedi         | KWT  | 3:55,02    |
| 10    | Vadivellan Mahemdran     | MYS  | 3:55,32    |
| 11    | Shin Sang-min            | KOR  | 3:59,56    |
| 12    | Hari Kumar Rimal         | NPL  | 4:03,85    |

### 5000 m
| Platz | Athlet               | Land | Zeit (min)   |
| ----- | -------------------- | ---- | ------------ |
| 1     | James Kwalia         | QAT  | 14:02,90     |
| 2     | Ali Hasan Mahboob    | BHR  | 14:03,44     |
| 3     | Essa Ismail Rashed   | QAT  | 14:04,52     |
| 4     | Kensuke Takezawa     | JPN  | 14:08,38     |
| 5     | Tian Mengxu          | CHN  | 14:09,70     |
| 6     | Alemu Bekele         | BHR  | 14:11,61     |
| 7     | Yang Dinghong        | CHN  | 14:18,00     |
| 8     | Lee Du-haeng         | KOR  | 14:18,83     |
| 9     | Baek Seung-ho        | KOR  | 14:28,65     |
| 10    | Ho Chin-ping         | TPE  | 14:37,83     |
| 11    | Hari Kumar Rimal     | NPL  | 14:38,13     |
| 12    | Bat-Otschiryn Ser-Od | MNG  | 14:47,01     |
| 13    | Tserenpil Dembee     | MNG  | 15:27,42 =PB |
| —     | Aschmal Amirow       | TJK  | DNF          |

### 10.000 m
| Platz | Athlet                | Land | Zeit (min)   |
| ----- | --------------------- | ---- | ------------ |
| 1     | Ali Hasan Mahboob     | BHR  | 28:23,70     |
| 2     | Nicholas Kemboi       | QAT  | 28:25,22     |
| 3     | Ahmad Hassan Abdullah | QAT  | 28:28,38     |
| 4     | Yusei Nakao           | JPN  | 28:40,89     |
| 5     | Dong Guojian          | CHN  | 29:13,44     |
| 6     | Sunil Kumar           | IND  | 29:28,73     |
| 7     | Cheng Tao             | CHN  | 28:38,74     |
| 8     | Lee Du-haeng          | KOR  | 29:40,02 =SB |
| 9     | Bat-Otschiryn Ser-Od  | MNG  | 29:43,79 =PB |
| 10    | Julius Sermona        | PHL  | 30:16,91 =PB |
| 11    | Baek Seung-ho         | KOR  | 31:00,00     |
| 12    | Tserenpil Dembee      | MNG  | 15:27,42 =PB |
| —     | Surendra Singh        | IND  | DNS          |

### 110 m Hürden
| Platz | Athlet              | Land | Zeit (s) |
| ----- | ------------------- | ---- | -------- |
| 1     | Liu Xiang           | CHN  | 13,50    |
| 2     | Shi Dongpeng        | CHN  | 13,67    |
| 3     | Park Tae-kyong      | KOR  | 13,82    |
| 4     | Mohammed al-Thawadi | QAT  | 13,94    |
| 5     | Mohd Robani Hassan  | MYS  | 14,06    |
| 6     | Jamras Rittidet     | THA  | 14,07    |
| 7     | Mubarak Ata Mubarak | SAU  | 14,61    |
| ―     | Ahmed al-Muwallad   | SAU  | DSQ      |

Wind: −0,1 m/s

### 400 m Hürden
| Platz | Athlet              | Land | Zeit (s) |
| ----- | ------------------- | ---- | -------- |
| 1     | Kenji Narisako      | JPN  | 49,22    |
| 2     | Joseph Abraham      | IND  | 49,96    |
| 3     | Mubarak al-Nubi     | QAT  | 50,19    |
| 4     | Bandar Sharahili    | SAU  | 50,24    |
| 5     | Jewgeni Meleschenko | KAZ  | 14,06    |
| 6     | Wiktor Leptikow     | KAZ  | 51,59    |
| 7     | Kazuaki Yoshida     | JPN  | 51,91    |
| ―     | Idriss al-Housaoui  | SAU  | DNS      |

### 3000 m Hindernis
| Platz | Athlet              | Land | Zeit (min) |
| ----- | ------------------- | ---- | ---------- |
| 1     | Tareq Mubarak Taher | BHR  | 8:33,58    |
| 2     | Lin Xiangqian       | CHN  | 8:34,13    |
| 3     | Abubaker Ali Kamal  | QAT  | 8:34,73    |
| 4     | Elam Singh          | IND  | 8:41,81    |
| 5     | Tsuyoshi Takeda     | JPN  | 8:41,89    |
| 6     | Takayuki Matsuura   | JPN  | 8:44,00    |
| 7     | Yang Le             | CHN  | 8:50,58    |
| 8     | Jairath Singh       | IND  | 8:52,16    |
| 9     | Ho Chin-ping        | TPE  | 9:06,06    |
| 10    | Ahmad Foroud        | IRN  | 9:06,09    |
| 11    | Rene Herrera        | PHL  | 9:07,91    |
| 12    | Omar al-Rasheedi    | KWT  | 9:21,80    |

### 4 × 100 m Staffel
| Platz | Land                | Athleten                                                                       | Zeit (s) |
| ----- | ------------------- | ------------------------------------------------------------------------------ | -------- |
| 1     | Japan               | Masashi Eriguchi Naoki Tsukahara Shinji Takahira Kenji Fujimitsu               | 39,01    |
| 2     | Volksrepublik China | Guo Fan Liang Jiahong Su Bingtian Zhang Peimeng                                | 39,07    |
| 3     | Chinesisch Taipeh   | Tu Chia-lin Liu Yuan-kai Tsai Meng-lin Yi Wei-chen                             | 39,57    |
| 4     | Thailand            | Sompote Suwannarangsri Wachara Sondee Suppachai Chimdee Sittichai Suwonprateep | 39,57    |
| 5     | Indien              | Bharmappa Nagaraj Suresh Sathya Shameer Mon Abdul Najeeb Qureshi               | 39,58    |
| 6     | Südkorea            | Kim Kuk-young Jeong Duk-hyung Yeo Ho-sua Lim Hee-nam                           | 39,86    |
| 8     | Hongkong            | Tang Yik Chun Tsui Chi Ho Wong Ka Chun Lai Chun Ho                             | 40,22    |
| 9     | Oman                | Farhad al-Jabri Juma al-Jabri Abdullah al-Sooli Barakat al-Harthi              | 40,37    |

### 4 × 400 m Staffel
| Platz | Land                         | Athleten                                                                                              | Zeit (min)  |
| ----- | ---------------------------- | --- | ----------- |
| 1     | Japan                        | Kenji Fujimitsu Kenji Narisako Hideyuki Hirose Yūzō Kanemaru                                          | 3:04,13 =SB |
| 2     | Volksrepublik China          | Jie Zhou Cui Haojing Wang Youxin Liu Xiaosheng                                                        | 3:06,60     |
| 3     | Indien                       | Harpreet Singh Bibin Mathew V. B. Bineesh Shake Mortaja                                               | 3:06,83     |
| 4     | Saudi-Arabien                | Hamed Hamadan al-Bishi Bandar Sharahili Mohammed Shaween Ismail al-Sabiani                            | 3:06,95     |
| 5     | Sri Lanka                    | Uditha Gayan Wickramasinghe Rohita Imiya Mudiyanselage Kasun Kalhar Senevirathne Prasanna Amarasekara | 3:07,99     |
| 6     | Thailand                     | Chanatip Ruckburee Jukkatip Pojaroen Supachai Phachsay Suppachai Chimdee                              | 3:08,63     |
| 7     | Malaysia                     | Muhammad Idris Zakaria Mohd Zafril Zuslaini Panerselvam Yuvaaraj Mohd Noor Imran                      | 3:11,37     |
| ―     | Vereinigte Arabische Emirate | | DNS         |

### 20 km Gehen
| Platz | Athlet                       | Land | Zeit (h)    |
| ----- | ---------------------------- | ---- | ----------- |
| 1     | Li Jianbo                    | CHN  | 1:22,55     |
| 2     | Zhu Yafei                    | CHN  | 1:22,56     |
| 3     | Park Chil-sung               | KOR  | 1:24,51     |
| 4     | Akihiro Sugimoto             | JPN  | 1:25,00     |
| 5     | Babubhai Kesharabhai Panucha | IND  | 1:25,11 =SB |
| 6     | Teoh Boon Lim                | MYS  | 1:32,39     |
| 7     | Lo Choon Sieng               | MYS  | 1:35,20     |
| 8     | Ayoob Sarwashi               | ARE  | 1:42,15     |
| ―     | Harminder Singh              | IND  | DSQ         |

### Hochsprung
| Platz | Athlet                 | Land  | Höhe (m) |
| ----- | ---------------------- | ----- | -------- |
| 1     | Manjula Kumara         | LKA   | 2,23     |
| 2     | Huang Haiqiang         | CHN   | 2,23     |
| 3     | Witali Zykunow         | KAZ   | 2,20     |
| 4     | Keyvan Ghanbarzadeh    | IRN   | 2,15     |
| 5     | Lee Hup Wei            | MYS   | 2,15     |
| 6     | Naoyuki Daigo          | JPN   | 2,15     |
| 7     | Hiromi Takahari        | JPN   | 2,15     |
| 8     | Majd Eddin Ghazal      | SYR   | 2,10     |
| 9     | Sergei Sassimowitsch   | KAZ   | 2,10     |
| 10    | Lui Tsz Hin Daniel     | CN-HK | 2,10     |
| 11    | Hari Shankar Roy       | IND   | 2,10     |
| 12    | Chen Cheng             | CHN   | 2,05     |
| 13    | Lee Sung               | KOR   | 2,05     |
| 14    | Mohammad Sojib Hossain | BGD   | 2,05 =PB |
| 15    | Salem Naser Salem      | BHR   | 2,00     |
| 16    | Tsao Chih-hao          | TPE   | 2,00     |
| 17    | Sergey Timshin         | UZB   | 2,00     |

### Stabhochsprung
| Platz | Athlet           | Land | Höhe (m) |
| ----- | ---------------- | ---- | -------- |
| 1     | Liu Feiliang     | CHN  | 5,60     |
| 2     | Yang Quan        | CHN  | 5,45 =SB |
| 3     | Daichi Sawano    | JPN  | 5,45     |
| 4     | Leonid Andreyev  | UZB  | 5,45     |
| 5     | Takafumi Suzuki  | JPN  | 5,15     |
| 6     | Mohsen Rabbani   | IRN  | 5,15     |
| 7     | Ali al-Sabagha   | KWT  | 5,00     |
| 8     | Hsieh Chia-han   | TPE  | 5,00     |
| 9     | Fahed al-Mershad | KWT  | 4,80     |

### Weitsprung
| Platz | Athlet              | Land | Weite (m) |
| ----- | ------------------- | ---- | --------- |
| 1     | Li Jinzhe           | CHN  | 8,16      |
| 2     | Hussein al-Sabee    | SAU  | 7,96      |
| 3     | Yu Zhenwei          | CHN  | 7,96 w    |
| 4     | Kim Deok-hyeon      | KOR  | 7,93      |
| 5     | Ahmed Fayez Marzouk | SAU  | 7,81      |
| 6     | Yōhei Sugai         | JPN  | 7,78      |
| 7     | Maha Singh          | IND  | 7,67      |
| 8     | Saleh al-Haddad     | KWT  | 7,35      |
| 9     | Maxim Beljajew      | KAZ  | 6,93 w    |
| ―     | Chao Chih-chien     | TPE  | NM        |
| ―     | Goh Matthew         | SGP  | NM        |
| ―     | Konstantin Safronow | KAZ  | NM        |

### Dreisprung
| Platz | Athlet                | Land  | Weite (m) |
| ----- | --------------------- | ----- | --------- |
| 1     | Roman Walijew         | KAZ   | 16,70     |
| 2     | Zhu Shujing           | CHN   | 16,67     |
| 3     | Jewgeni Ektow         | KAZ   | 16,49     |
| 4     | Renjith Maheswary     | IND   | 16,48 w   |
| 5     | Mohamed Abbas Darwish | ARE   | 16,02     |
| 6     | Nguyễn Văn Hùng       | VNM   | 15,84     |
| 7     | Kazuyoshi Ishikawa    | JPN   | 15,63     |
| 8     | Stefan Tseng          | SGP   | 15,58     |
| 9     | Ruslan Qurbonov       | UZB   | 15,58     |
| 10    | Chamara Nuwan Gamage  | LKA   | 14,83     |
| ―     | Kim Deok-hyeon        | KOR   | DNS       |
| ―     | Si Kuan Wong          | CN-MO | DNS       |

### Kugelstoßen
| Platz | Athlet                      | Land  | Weite (m) |
| ----- | --------------------------- | ----- | --------- |
| 1     | Om Prakash Karhana          | IND   | 19,87 =CR |
| 2     | Chang Ming-huang            | KOR   | 19,34     |
| 3     | Zhang Jun                   | CHN   | 19,15     |
| 4     | Guo Yanxiang                | CHN   | 19,07     |
| 5     | Sultan al-Habashi           | SAU   | 18,89     |
| 6     | Grigoriy Kamulya            | UZB   | 18,70     |
| 7     | Meshari Suroor Saad         | KWT   | 18,51     |
| 8     | Amin Nikfar                 | IRN   | 18,30     |
| 9     | Sourabh Vij                 | IND   | 18,09     |
| 10    | Hwang In-sung               | KOR   | 17,88     |
| 11    | Sōtarō Yamada               | JPN   | 17,57     |
| 12    | Sergey Dementyev            | UZB   | 16,54     |
| 13    | Chatchawal Polyiam          | THA   | 16,39     |
| 14    | Hou Fei                     | CN-MO | 13,85     |
| 15    | Mohammad Yazid Yatimi Yusof | BRN   | 12,96     |

### Diskuswurf
| Platz | Athlet                      | Land | Weite (m) |
| ----- | --------------------------- | ---- | --------- |
| 1     | Ehsan Hadadi                | IRN  | 64,83     |
| 2     | Mohammad Samimi             | IRN  | 64,01     |
| 3     | Wu Tao                      | CHN  | 59,27     |
| 4     | Haidar Abdul Shadid         | IRQ  | 58,00     |
| 5     | Ahmed Mohamed Dheeb         | QAT  | 55,74     |
| 6     | Shigeo Hatakeyama           | JPN  | 55,73     |
| 7     | Wang Yao-hui                | TPE  | 55,39     |
| 8     | Choi Jong-bum               | KOR  | 54,37     |
| 9     | Wansawang Sawasdee          | THA  | 48,16     |
| 10    | Wong Scott                  | SGP  | 42,70     |
| 11    | Mohammad Yazid Yatimi Yusof | BRN  | 40,46     |
| ―     | Wu Jian                     | CHN  | NM        |
| ―     | Sultan al-Habashi           | SAU  | DNS       |

### Hammerwurf
| Platz | Athlet                 | Land  | Weite (m) |
| ----- | ---------------------- | ----- | --------- |
| 1     | Dilschod Nasarow       | TJK   | 76,92     |
| 2     | Ali Mohamed al-Zankawi | KWT   | 73,45     |
| 3     | Ma Liang               | CHN   | 70,08     |
| 4     | Hiroaki Doi            | JPN   | 69,75     |
| 5     | Kaveh Mousavi          | IRN   | 68,15     |
| 6     | Mohamed Faraj al-Kaabi | QAT   | 67,09     |
| 7     | Lee Yoon-chul          | KOR   | 66,24     |
| 8     | Qi Dakai               | CHN   | 65,60     |
| 9     | Mohammad Aliawhar      | KWT   | 65,39     |
| 10    | Alischer Eschbekow     | TJK   | 61,13     |
| 11    | Dovletgeldi Mamedov    | TKM   | 59,70     |
| 12    | Tantipong Phetchaiya   | CHN   | 58,81     |
| 13    | Lam Wai                | CN-HK | 52,08     |
| 14    | Hou Fei                | CN-MO | 47,45     |

### Speerwurf
| Platz | Athlet               | Land | Weite (m) |
| ----- | -------------------- | ---- | --------- |
| 1     | Yukifumi Murakami    | JPN  | 81,50     |
| 2     | Wang Qingbo          | CHN  | 80,25 PB  |
| 3     | Qin Qiang            | CHN  | 80,08 SB  |
| 4     | Om Narain            | IND  | 75,36 PB  |
| 5     | Ivan Zaysev          | UZB  | 74,37     |
| 6     | Kashinath Naik       | IND  | 73,38     |
| 7     | Jung Sang-jin        | KOR  | 73,34     |
| 8     | Yasuo Ikeda          | JPN  | 72,14     |
| 9     | Ammar al-Najm        | IRQ  | 70,92 =SB |
| 10    | Bobur Shokirjonov    | UZB  | 69,14     |
| ―     | Abdullah al-Sharidah | SAU  | DNS       |
| ―     | Chen Yu-wen          | KOR  | DNS       |

### Zehnkampf
| Platz | Athlet            | Land | Punkte   |
| ----- | ----------------- | ---- | -------- |
| 1     | Hiromasa Tanaka   | JPN  | 7515     |
| 2     | Hadi Sepehrzad    | IRN  | 7262 =SB |
| 3     | Zhu Hengjun       | CHN  | 7200     |
| 4     | Bharatinder Singh | IND  | 6932     |
| 5     | Marat Khaydarov   | UZB  | 6769     |
| 6     | Rifat Ortiqov     | UZB  | 6678     |
| 7     | Tung Cheng-ying   | TPE  | 6593     |
| 8     | Ali Hazer         | LBN  | 6476     |
| ―     | Mohammad Sameer   | LKA  | DNF      |
| ―     | Liu Haibo         | CHN  | DNF      |
| ―     | Chen Ying-chi     | TPE  | DNF      |

## Frauen

### 100 m
| Platz | Athletin          | Land | Zeit (s) |
| ----- | ----------------- | ---- | -------- |
| 1     | Chisato Fukushima | JPN  | 11,27    |
| 2     | Vũ Thị Hương      | VNM  | 11,50    |
| 3     | H. M. Jyothi      | IND  | 11,60    |
| 4     | Tao Yujia         | CHN  | 11,63    |
| 5     | Mayumi Watanabe   | JPN  | 11,72    |
| 6     | Chen Jue          | CHN  | 11,78    |
| 7     | Jintara Seangdee  | THA  | 11,95    |
| ―     | Goʻzal Xubbiyeva  | UZB  | DNS      |

Wind: −1,0 m/s

### 200 m
| Platz | Athletin            | Land | Zeit (s)  |
| ----- | ------------------- | ---- | --------- |
| 1     | Momoko Takahashi    | JPN  | 23,53     |
| 2     | Vũ Thị Hương        | VNM  | 23,61 =PB |
| 3     | Jiang Lan           | CHN  | 23,65     |
| 4     | Munira al-Saleh     | SYR  | 23,87 =PB |
| 5     | Lai Weijie          | CHN  | 24,08     |
| 6     | Chandrika Rasnayake | LKA  | 24,21     |
| 7     | Lê Ngọc Phượng      | VNM  | 24,33     |
| 8     | Kim Cho-rong        | KOR  | 24,37     |

Wind: +0,9 m/s

### 400 m
| Platz | Athletin           | Land | Zeit (s) |
| ----- | ------------------ | ---- | -------- |
| 1     | Asami Tanno        | JPN  | 53,32    |
| 2     | Chen Lin           | CHN  | 53,55    |
| 3     | Manjeet Kaur       | IND  | 53,66    |
| 4     | Mandeep Kaur       | IND  | 53,76    |
| 5     | Marina Masljonko   | KAZ  | 53,78    |
| 6     | Tang Xiaoyin       | CHN  | 54,10    |
| 7     | Mayu Sato          | JPN  | 55,52    |
| 8     | Treewadee Yongphan | THA  | 55,56    |

### 800 m
| Platz | Athletin            | Land | Zeit (min) |
| ----- | ------------------- | ---- | ---------- |
| 1     | Zhou Haiyan         | CHN  | 2:04,89    |
| 2     | Margarita Mazko     | KAZ  | 2:05,31    |
| 3     | Trương Thanh Hằng   | VNM  | 2:05,33    |
| 4     | Ayako Jinnouchi     | JPN  | 2:05,88    |
| 5     | Liu Qing            | CHN  | 2:07,36    |
| 6     | Tintu Lukka         | IND  | 2:07,36    |
| 7     | Ruriko Kubo         | JPN  | 2:07,38    |
| 8     | Wiktorija Jalowzewa | KAZ  | 2:10,03    |

### 1500 m
| Platz | Athletin                 | Land | Zeit (min) |
| ----- | ------------------------ | ---- | ---------- |
| 1     | Zhou Haiyan              | CHN  | 4:32,74    |
| 2     | Liu Fang                 | CHN  | 4:33,35    |
| 3     | Trương Thanh Hằng        | VNM  | 4:33,46    |
| 4     | Bindu Simon Rajam        | IND  | 4:33,73    |
| 5     | Sushma Devi              | IND  | 4:35,04    |
| 6     | Mimi Belete              | BHR  | 4:35,30    |
| 7     | Mika Yoshikawa           | JPN  | 4:36,45    |
| 8     | Dissanayake Samanmali    | LKA  | 4:41,05    |
| 9     | Ganthi Manthi Kumarasamy | MYS  | 4:41,35    |
| 10    | Shintsetseg Chuluunkhuu  | MYS  | 4:45,89    |
| 11    | Kwak Yun Ok              | PRK  | 4:58,59    |
| ―     | Shitaye Eshete           | BHR  | DNS        |

### 5000 m
| Platz | Athletin                  | Land | Zeit (min)  |
| ----- | ------------------------- | ---- | ----------- |
| 1     | Xue Fei                   | CHN  | 16:05,19    |
| 2     | Tejitu Daba               | BHR  | 16:05,45 PB |
| 3     | Kavita Raut               | IND  | 16:05,90    |
| 4     | Noriko Matsuoka           | JPN  | 16:09,53    |
| 5     | Wiktorija Poljudina       | KGZ  | 16:21,58    |
| 6     | Shitaye Eshete            | BHR  | 16:24,91    |
| 7     | Jhuma Khatun              | IND  | 17:13,10    |
| 8     | Baatarchüügiin Battsetseg | MNG  | 17:29,90    |
| 9     | Melinder Kaur             | MYS  | 17:57,70    |

### 10.000 m
| Platz | Athletin                  | Land | Zeit (min)  |
| ----- | ------------------------- | ---- | ----------- |
| 1     | Bai Xue                   | CHN  | 34:11,14    |
| 2     | Kavita Raut               | IND  | 34:17,21 PB |
| 3     | Wang Jiali                | CHN  | 34:22,64    |
| 4     | Tejitu Daba               | BHR  | 34:26,07 PB |
| 5     | Mari Ozaki                | JPN  | 34:29,89    |
| 6     | Wiktorija Poljudina       | KGZ  | 34:29,89    |
| 7     | Preetel Rao               | IND  | 35:22,65    |
| 8     | Baatarchüügiin Battsetseg | MNG  | 35:14,17 PB |
| ―     | Gladys Jerotich Kibiwot   | BHR  | DNF         |
| ―     | Julija Andrejewa          | KGZ  | DNS         |
| ―     | Leila Ebrahimi            | IRN  | DNS         |

### 100 m Hürden
| Platz | Athletin              | Land | Zeit (s) |
| ----- | --------------------- | ---- | -------- |
| 1     | Sun Yawei             | CHN  | 13,19    |
| 2     | Asuka Terada          | JPN  | 13,20    |
| 3     | Dedeh Erawati         | INA  | 13,32    |
| 4     | Mami Ishino           | JPN  | 13,39    |
| 5     | Jung Hye-lim          | KOR  | 13,52    |
| 6     | Fatmata Fofanah       | BHR  | 13,63    |
| 7     | Natalja Iwoninskaja   | KAZ  | 13,65    |
| 8     | Anastassija Soprunowa | KAZ  | 13,94    |

### 400 m Hürden
| Platz | Athletin              | Land | Zeit (min/s) |
| ----- | --------------------- | ---- | ------------ |
| 1     | Satomi Kubokura       | JPN  | 56,62        |
| 2     | Noraseela Mohd Khalid | MYS  | 57,15        |
| 3     | Natalya Asanova       | UZB  | 59,37        |
| 4     | Yang Qi               | CHN  | 59,62        |
| 5     | Nguyễn Thị Bắc        | VNM  | 1:00,87      |
| 6     | Lilija Nisamowa       | KAZ  | 1:02,15      |
| 7     | Sayaka Aoki           | JPN  | 1:02,21      |
| 8     | Rania al-Qebali       | JOR  | 1:10,15      |

### 3000 m Hindernis
| Platz | Athletin        | Land | Zeit (min)  |
| ----- | --------------- | ---- | ----------- |
| 1     | Yoshika Tatsumi | JPN  | 10:05,94    |
| 2     | Sudha Singh     | IND  | 10:10,77 PB |
| 3     | Kiran Tiwari    | IND  | 10:34,55    |
| 4     | Fang Xiaoyu     | CHN  | 10:37,92    |
| 5     | Melinder Kaur   | MYS  | 11:07,36    |
| 6     | Ala’ Khalifah   | JOR  | 11:30,77 NR |
| 7     | Leila Ebrahimi  | IRN  | 11:35,76    |

### 4 × 100 m Staffel
| Platz | Land              | Athletinnen                                                             | Zeit (s) |
| ----- | ----------------- | ----------------------------------------------------------------------- | -------- |
| 1     | Japan             | Maki Wada Chisato Fukushima Mayumi Watanabe Momoko Takahashi            | 43,93    |
| 2     | Thailand          | Jintara Seangdee Sangwan Jaksunin Jutamass Tawoncharoen Nongnuch Sanrat | 44,55    |
| 3     | Südkorea          | Lee Sun-ae Kim Ji-eun Kim Ha-na Kim Cho-rong                            | 45,46    |
| 4     | Vietnam           | Nguyễn Thị Thắm Lê Ngọc Phượng Đỗ Thị Lý Vũ Thị Hương                   | 45,55    |
| 5     | Chinesisch Taipeh | Liao Ching-hsien Chuang Shu-chuan Chen Shu-chuan Lin Yi-chun            | 45,81    |
| 6     | Hongkong          | Lam On Ki Leung Hau Sze Wan Kin Yee Chan Ho Yee                         | 46,45    |
| ―     | Indien            | P. K. Priya Nidhi Singh H. M. Jyothi Sharadha Narayana                  | DSQ      |

### 4 × 400 m Staffel
| Platz | Land                | Athletinnen                                                                  | Zeit (min)  |
| ----- | ------------------- | ---------------------------------------------------------------------------- | ----------- |
| 1     | Volksrepublik China | Chen Yanmei Tang Xiaoyin Chen Jingwen Chen Lin                               | 3:31,08     |
| 2     | Indien              | Mandeep Kaur Sini Jose Chitra Soman Manjeet Kaur                             | 3:31,62     |
| 3     | Japan               | Satomi Kubokura Mayumi Watanabe Mayu Sato Asami Tanno                        | 3:31,95 =SB |
| 4     | Kasachstan          | Anna Gawrjuschenko Wiktorija Jalowzewa Margarita Mukaschewa Marina Masljonko | 3:36,54     |
| 5     | Thailand            | Saowalee Kaewchuay Wassana Winatho Karat Srimuang Treewadee Yongphan         | 3:38,73 =SB |

### 20 km Gehen
| Platz | Athletin                                  | Land | Zeit (h)    |
| ----- | ----------------------------------------- | ---- | ----------- |
| 1     | Mayumi Kawasaki                           | JPN  | 1:30,12 =CR |
| 2     | Yang Yawei                                | CHN  | 1:34,11     |
| 3     | Swetlana Nikolajewna Tlstaja-Akimschanowa | KAZ  | 1:36,42     |
| 4     | Galina Kichigina                          | KAZ  | 1:47,14     |
| 5     | Liu Hong                                  | CHN  | DSQ         |

### Hochsprung
| Platz | Athletin              | Land | Höhe (m) |
| ----- | --------------------- | ---- | -------- |
| 1     | Zheng Xingjuan        | CHN  | 1,93     |
| 2     | Nadiya Dusanova       | UZB  | 1,90     |
| 3     | Svetlana Radzivil     | UZB  | 1,87     |
| 4     | Tatjana Jefimenko     | KGZ  | 1,87     |
| 5     | Bùi Thị Nhung         | VNM  | 1,84     |
| 6     | Noengrothai Chaipetch | THA  | 1,84     |
| 7     | Sahana Kumari         | IND  | 1,80     |
| 8     | Gu Xuan               | CHN  | 1,75     |
| 9     | Priyangika Madumanthi | LKA  | 1,75     |
| 10    | Yuki Mimura           | JPN  | 1,75     |
| 11    | Sepideh Tavakoli      | IRN  | 1,75     |
| 12    | Michelle Sng          | SGP  | 1,70     |
| 13    | Rim Abdullah          | SYR  | 1,60     |
| ―     | Wanida Boonwan        | THA  | DNS      |

### Stabhochsprung
| Platz | Athletin                     | Land | Höhe (m) |
| ----- | ---------------------------- | ---- | -------- |
| 1     | Li Caixia                    | CHN  | 4,30     |
| 2     | Wu Sha                       | CHN  | 4,15     |
| 3     | Choi Yun-hee                 | KOR  | 4,00     |
| 4     | Sureka Vazhapilli Sureshbabu | IND  | 3,80     |
| 5     | Roslinda Samsu               | MYS  | 3,60     |
| ―     | Takayo Kondō                 | JPN  | NM       |
| ―     | Rachel Yang                  | SGP  | NM       |
| ―     | Kuan Mei-lien                | TPE  | NM       |

### Weitsprung
| Platz | Athletin                | Land  | Höhe (m) |
| ----- | ----------------------- | ----- | -------- |
| 1     | Marestella Torres       | PHL   | 6,51 =SB |
| 2     | Chen Yaling             | CHN   | 6,28     |
| 3     | Sachiko Masumi          | JPN   | 6,28     |
| 4     | Aleksandra Kotlyarova   | UZB   | 6,23     |
| 5     | Kumiko Imura            | JPN   | 6,17     |
| 6     | Maliakhal Prajusha      | IND   | 6,15     |
| 7     | Reshmi Bose             | IND   | 6,13     |
| 8     | N. C. D. Priyadharshani | LKA   | 6,11     |
| 9     | Olessja Beljajewa       | KAZ   | 5,80     |
| 10    | Chung Hye-kyong         | KOR   | 5,78     |
| 11    | Cheung Lai Yee          | CN-HK | 5,69     |
| 12    | Kang Hye Sun            | PRK   | 5,61     |
| 13    | Han Kyong Ae            | PRK   | 5,45     |
| 14    | Tse Mang Chi            | CN-HK | 5,38     |
| ―     | Siti Zubaidah Adabi     | MYS   | DNS      |
| ―     | Bao Sha                 | CHN   | DNS      |

### Dreisprung
| Platz | Athletin              | Land  | Weite (m) |
| ----- | --------------------- | ----- | --------- |
| 1     | Olga Rypakowa         | KAZ   | 14,53     |
| 2     | Xu Tingting           | CHN   | 14,11     |
| 3     | Irina Ektowa          | KAZ   | 13,99     |
| 4     | Aleksandra Kotlyarova | UZB   | 13,94 =PB |
| 5     | Valeriya Kanatova     | UZB   | 13,46     |
| 6     | Fadwa al-Bouza        | SYR   | 12,75     |
| 7     | Fumiyo Yoshida        | JPN   | 12,73     |
| 8     | Maliakhal Prajusha    | IND   | 12,58     |
| 9     | Tse Mang Chi          | CN-HK | 12,26     |
| 10    | Reshmi Bose           | IND   | 12,18     |
| 11    | Kang Hye Sun          | PRK   | 12,05     |
| 12    | Cheung Lai Yee        | PRK   | 11,93     |
| 13    | Keshari Chaudhari     | NPL   | 11,23     |
| ―     | Chung Hye-kyong       | KOR   | NM        |

### Kugelstoßen
| Platz | Athletin            | Land | Weite (m) |
| ----- | ------------------- | ---- | --------- |
| 1     | Gong Lijiao         | CHN  | 19,04     |
| 2     | Liu Xiangrong       | CHN  | 17,55     |
| 3     | Leila Rajabi        | IRN  | 16,71     |
| 4     | Lin Chia-ying       | TPE  | 16,18     |
| 5     | Lee Mi-young        | KOR  | 16,18     |
| 6     | Juttaporn Krasaeyan | THA  | 16,02 SB  |
| ―     | Zeenat Parveen      | PAK  | DNS       |

### Diskuswurf
| Platz | Athletin            | Land | Weite (m) |
| ----- | ------------------- | ---- | --------- |
| 1     | Song Aimin          | CHN  | 63,90     |
| 2     | Ma Xuejun           | CHN  | 63,63 =SB |
| 3     | Krishna Poonia      | IND  | 59,84 =SB |
| 4     | Yuka Murofushi      | JPN  | 55,14     |
| 5     | Harwant Kaur        | IND  | 53,83     |
| 6     | Li Wen-hua          | TPE  | 50,27     |
| 7     | Juttaporn Krasaeyan | THA  | 48,37 =SB |
| 8     | Wan Lay Chi         | SPG  | 45,09     |
| ―     | Lee Yeon-kyung      | KOR  | DNS       |

### Hammerwurf
| Platz | Athletin         | Land | Weite (m) |
| ----- | ---------------- | ---- | --------- |
| 1     | Zhang Wenxiu     | CHN  | 72,07     |
| 2     | Hao Shuai        | CHN  | 65,87     |
| 3     | Yuka Murofushi   | JPN  | 61,99     |
| 4     | Galina Mitjajewa | TJK  | 57,68     |
| 5     | Kang Na-ru       | KOR  | 56,57     |
| 6     | Tan Song Hwa     | MYS  | 54,19     |
|       | Sukanya Mishra   | IND  | DSQ       |

Die Inderin in Sukanya Mishra wurde nachträglich wegen eines Dopingverstoßes disqualifiziert.

### Speerwurf
| Platz | Athletin            | Land | Weite (m) |
| ----- | ------------------- | ---- | --------- |
| 1     | Liu Chunhua         | CHN  | 57,93     |
| 2     | Li Lingwei          | CHN  | 55,13     |
| 3     | Kim Kyung-ae        | KOR  | 53,84     |
| 4     | Yuki Ebihara        | JPN  | 53,18     |
| 5     | Liliya Doʻsmetova   | UZB  | 52,25     |
| 6     | Saraswathi Sundaram | IND  | 51,15     |
| 7     | Rosie Villarito     | PHL  | 47,78     |

### Siebenkampf
| Platz | Athletin        | Land | Punkte   |
| ----- | --------------- | ---- | -------- |
| 1     | Yuliya Tarasova | UZB  | 5840     |
| 2     | Yuki Nakata     | JPN  | 5582     |
| 3     | Mei Yiduo       | CHN  | 5460     |
| 4     | Sun Lu          | CHN  | 4963     |
| 5     | Chu Chia-ling   | TPE  | 4926 =PB |
| ―     | Pramila Aiyappa | IND  | DNF      |

## Abkürzungen
| - WR = Weltrekord - WJR = Juniorenweltrekord - OR = olympischer Rekord - YOR = olympischer Jugendrekord - AR = Kontinentalrekord - AJR = Juniorenkontinentalrekord - NR = nationaler Rekord - NJR = nationaler Juniorenrekord - CR = Meisterschaftsrekord - MR = Veranstaltungsrekord | - WB = Weltbestleistung - WJB = Juniorenweltbestleistung - WYB = Jugendweltbestleistung - AB = Kontinentbestleistung - AJB = Juniorenkontinentalbestleistung - AYB = Jugendkontinentalbestleistung - NB = nationale Bestleistung - NJB = nationale Juniorenbestleistung - NYB = nationale Jugendbestleistung | - PB = persönliche Bestleistung - SB = persönliche Saisonbestleistung - QB = Qualifikationsbestleistung - WL = Weltjahresbestleistung - WJL = Juniorenweltjahresbestleistung - WYL = Jugendweltjahresbestleistung - DSQ = disqualifiziert (engl. Disqualified) - DNS = Wettkampf nicht angetreten (engl. Did Not Start) - DNF = Wettkampf nicht beendet (engl. Did Not Finish) |

## Medaillenspiegel
| Medaillenspiegel | Medaillenspiegel             | Medaillenspiegel | Medaillenspiegel | Medaillenspiegel | Medaillenspiegel |
| Platz            | Land                         | Gold             | Silber           | Bronze           | Gesamt           |
| ---------------- | ---------------------------- | ---------------- | ---------------- | ---------------- | ---------------- |
| 01               | Volksrepublik China          | 18               | 19               | 10               | 47               |
| 02               | Japan                        | 12               | 5                | 5                | 22               |
| 03               | Iran                         | 2                | 2                | 1                | 5                |
| 04               | Bahrain                      | 2                | 2                | –                | 4                |
| 05               | Kasachstan                   | 2                | 1                | 4                | 7                |
| 06               | Indien                       | 1                | 4                | 7                | 12               |
| 07               | Katar                        | 1                | 1                | 4                | 6                |
| 08               | Usbekistan                   | 1                | 1                | 2                | 4                |
| 09               | Saudi-Arabien                | 1                | 1                | 1                | 3                |
| 10               | Sri Lanka                    | 1                | 1                | –                | 2                |
| 11               | Philippinen                  | 1                | –                | –                | 1                |
| 11               | Tadschikistan                | 1                | –                | –                | 1                |
| 11               | Vereinigte Arabische Emirate | 1                | –                | –                | 1                |
| 14               | Vietnam                      | –                | 2                | 2                | 4                |
| 15               | Kuwait                       | –                | 2                | –                | 2                |
| 16               | Chinesisch Taipeh            | –                | 1                | 1                | 2                |
| 17               | Malaysia                     | –                | 1                | –                | 1                |
| 17               | Thailand                     | –                | 1                | –                | 1                |
| 19               | Südkorea                     | –                | –                | 5                | 5                |
| 20               | Indonesien                   | –                | –                | 1                | 1                |
| 20               | Irak                         | –                | –                | 1                | 1                |
| Gesamt           | Gesamt                       | 44               | 44               | 44               | 132              |